# Grzyby kapeluszowe

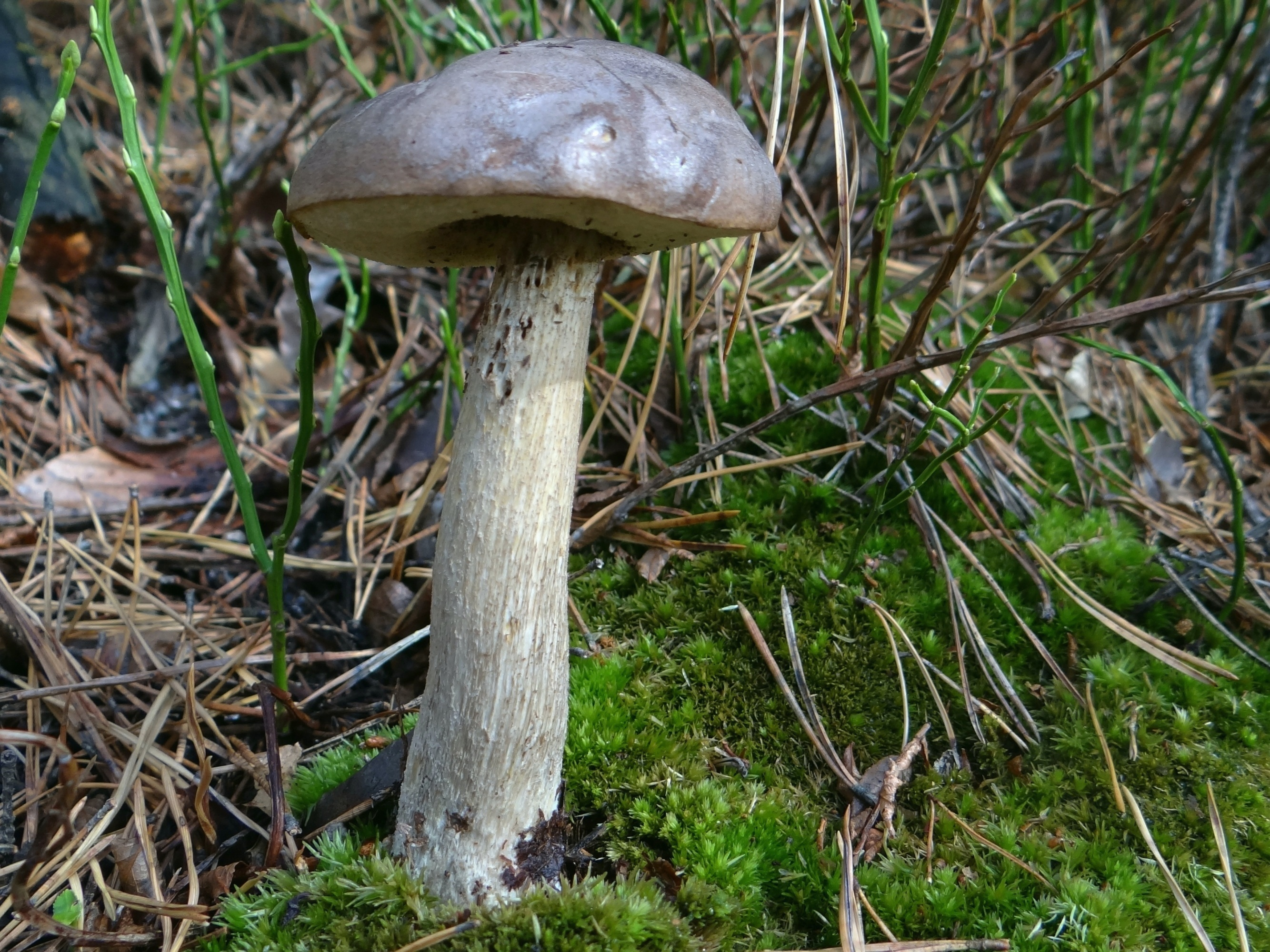
Koźlarz różnobarwny, jeden z grzybów kapeluszowych

Grzyby kapeluszowe – potoczna nazwa grzybów, u których owocniki zbudowane są z kapelusza i trzonu. Nie jest to takson, lecz nieformalna grupa biologiczno-morfologiczna.
Grzyby kapeluszowe wyrastają nad powierzchnią ziemi, a ich hymenofor zawsze znajduje się na spodniej stronie kapelusza. Występują głównie u podstawczaków (Basidiomycota) w rzędach borowikowców (Boletales), peczarkowców (Agaricales), gołąbkowców (Russulales), niszczycowców (Gloeophyllales), żagwiowców (Polyporales), ale zdarzają się też w innych rzędach podstawczaków i wśród workowców (Ascomycota), np. u Cudonia confusa.
U podstawczaków wśród grzybów kapeluszowych występuje kilka typów hymenoforów:
- blaszkowy – grzyby blaszkowe;
- rurkowy – boletoid fungi (brak polskiej nazwy);
- kolczasty – grzyby hydnoidalne;
- listewki lub fałdki – grzyby kantarelloidalne[1].

Grzyby kapeluszowe to grzyby wielkoowocnikowe stanowiące ważną grupę grzybów o dużym znaczeniu ekologicznym i gospodarczym. To wśród nich są głównie grzyby mykoryzowe, grzyby jadalne, grzyby lecznicze, a także grzyby trujące.